# World World World
World World World (ワールド ワールド ワールド|Waarudo Waarudo Waarudo) je peti studijski album japanskog rock sastava Asian Kung-Fu Generation, objavljen 5. ožujka 2008. Prvi singl s albuma, Aru Machi no Gunjō objavljen je još u studenom 2006., a uz njega su objavljeni i After Dark i Korogaru Iwa, Kimi ni Asa ga Furu. Album je dobro prihvaćen, te se ubrzo našao na vrhu Oriconove ljestvice. Uz to, pjesma After Dark je izabrana za uvodnu pjesmu manga serije Bleach.

## Popis pjesama
1. World World World (ワールド ワールド ワールド, Waarudo Waarudo Waarudo) – 1:18
2. After Dark (アフターダーク, Afutā Dāku)3:12
3. Tabidatsu Kimi e (旅立つ君へ, Tabidatsu Kimi e) – 2:49
4. Neoteny (ネオテニー) – 4:43
5. Travelogue (トラベログ) – 4:07
6. No.9 – 3:33
7. Night Diving (ナイトダイビング) – 3:02
8. Laika (ライカ, Leica) – 3:52
9. Wakusei (惑星, Wakusei) – 4:01
10. Korogaru Iwa, Kimi ni Asa ga Furu (転がる岩、君に朝が降る, Korogaru Iwa, Kimi ni Asa ga Furu) – 4:38
11. World World (ワールド ワールド, Waarudo Waarudo) – 1:21
12. Aru Machi no Gunjō (或る街の群青, Aru Machi no Gunjō) – 4:16
13. Atarashii Sekai (新しい世界, Atarashii Sekai) – 3:18

## Produkcija
- Masafumi Gotō - vokal, gitara, tekst
- Takahiro Yamada - bas, prateći vokali
- Kensuke Kita - gitara, prateći vokali
- Kiyoshi Ijichi - bubnjevi
- Asian Kung-Fu Generation - producent

## Pozicije na ljestvicama

### Album
| Godina | Ljestvica | Najviša pozicija |
| ------ | --------- | ---------------- |
| 2008.  | Oricon    | 1                |

### Singlovi
| Godina | Singl                               | Najviša pozicija |
| Godina | Singl                               | Oricon           |
| ------ | ----------------------------------- | ---------------- |
| 2006.  | "Aru Machi no Gunjō"                | -                |
| 2007.  | "After Dark"                        | 5                |
| 2008.  | "Korogaru Iwa, Kimi ni Asa ga Furu" | 6                |